# Балата
Бала́та — продукт коагуляции млечного сока (латекса), добываемого из тропического дерева Manilkara bidentata (талже известного как лат. Mimusops balata), растущего в Южной и Центральной Америке. Техническая балата — кожеподобный продукт от светло-жёлтого до коричневого цвета. По составу, свойствам и применению балата аналогична каучуку или гуттаперче, но мягче её, так как содержит больше природных смол. В отличие от резины, не вулканизируется.
Продукт этот начал ввозиться в Европу с 1857 года. В промышленности он имел такое же применение, как каучук и гуттаперча, и шёл главным образом на выделку приводных ремней, подошв и каблуков, для изолировки телеграфных проводов, в зубоврачебном искусстве и прочих применениях резиноподобных материалов.
В конце XX века и в XXI веке применяется как пропитка для изготовления приводных ремней и конвейерных лент, особенно для работы во влажных условиях, а также (до 1990-х годов) в качестве покрытия профессиональных мячиков для гольфа.